# Xaver Unsinn
Temple de la renommée de l'IIHF : 1998
Temple de la renommée allemand :
Xaver Unsinn, surnommé Mister Eishockei soit « monsieur hockey sur glace » en français, né le 29 novembre 1929 à Füssen et mort dans cette ville le 4 janvier 2012, est un joueur de hockey sur glace puis entraîneur allemand.

## Biographie
Attaquant, il joue pour le club de sa ville natale, EV Füssen, pendant quatorze saisons entre 1946 et 1960 ; il remporte avec son club à huit reprises le titre de champion d'Allemagne. Après cette période avec sa ville, il rejoint l'ESV Kaufbeuren ; lors des quatre premières saisons, il occupe le poste d'entraîneur-joueur.
Il participe à six Jeux olympiques et douze Championnats du monde de hockey sur glace. Il est notamment médaillé de bronze aux Jeux olympiques d'hiver de 1976 et d'argent au championnat du monde de hockey sur glace 1953. Il est sélectionné à 72 reprises avec l'équipe nationale et inscrit 24 buts lors des matchs internationaux.
À partir de 1960, il entraîne différentes équipes de hockey :
- 1960-1966 : ESV Kaufbeuren
- 1967-1968 : Preussen Krefeld
- 1968-1970 : Augsbourg
- 1970-1972 : Düsseldorfer EG (champion d'Allemagne en 1972)
- 1972-1977 : Berliner Schlittschuhclub (champion d'Allemagne en 1974 et 1976)[4]
- 1977-1978 : EV Rosenheim
- 1978-1981 : CP Berne (champion de Suisse en 1979)[5]

Il est également désigné  entraîneur national à plusieurs reprises :
- 1963 : entraîneur de l'équipe nationale B
- 1964 : entraîneur de l'équipe nationale avec Markus Egen et Engelbert Holderied
- 1975 à 1977 : entraîneur de l'équipe nationale et remporte la médaille de bronze lors des Jeux olympiques de 1976
- 1981-1990 : entraîneur de l'équipe nationale

En 1998, il est admis au temple de la renommée de l'IIHF en tant que bâtisseur du hockey. Il est également membre du temple de la renommée du hockey allemand.